# Wolfgang Jacobi (Komponist)
Wolfgang Jacobi (* 25. Oktober 1894 in Bergen auf Rügen; † 15. Dezember 1972 in München) war ein deutscher Komponist, Musikpädagoge, Autor und Kulturorganisator. Er galt als Vertreter des Neoklassizismus oder als „moderner Klassiker“.

## Leben
Karl Theodor Franz Wolfgang Jacobi war der zweite Sohn des Rechtsanwalts und Notars Oskar Jacobi und seiner Frau Sophie, geb. Sachse. Er wuchs in Bergen auf Rügen auf, bekam Klavierunterricht und erhielt musikalisch-kulturelle Anregungen. Während seiner Gymnasialzeit in Stralsund wurde auch sein Interesse an Malerei und am eigenen Zeichnen geweckt. 1914 meldete er sich freiwillig zum Kriegsdienst, kämpfte im Ersten Weltkrieg in Russland und Frankreich und geriet 1916 in französische Gefangenschaft. An Lungentuberkulose erkrankt, wurde er im Jahr darauf in die neutrale Schweiz nach Davos ins Sanatorium geschickt, wo sich sein Gesundheitszustand zwar besserte, die Erkrankung jedoch nicht ausheilte, so dass er sein Leben lang immer wieder schwere gesundheitliche Probleme hatte.

In Davos begegnete er dem belgischen Musikgelehrten Paul Collaer, der ihn mit der Musik Ravels, Debussys und anderer französischer Komponisten bekannt machte. Davon fasziniert, begann Jacobi mit seinen ersten eigenen Kompositionsversuchen. Nach Ende des Ersten Weltkriegs ging er nach Berlin und studierte von 1919 bis 1922 an der dortigen Musikhochschule Komposition bei Friedrich Ernst Koch. Danach war er als Lehrer im Fach Musiktheorie am Berliner Klindworth-Scharwenka-Konservatorium tätig. Nebenbei nahm er eine Beschäftigung beim Rundfunk auf und wurde freier Mitarbeiter der Berliner Funk-Stunde. Aus der 1922 geschlossenen Ehe mit der Schweizerin Eveline Rüegg gingen ein Sohn und eine Tochter hervor.
Da Jacobi als Komponist Werke u. a. für die Arbeiterchorbewegung geschrieben hatte (wie Der Menschenmaulwurf, 1932), wurden die Nationalsozialisten auf ihn aufmerksam und verhängten von 1933 bis 1945 ein Berufs- und Aufführungsverbot gegen ihn. Aufgrund der jüdischen Abstammung seines Vaters wurde er außerdem von den Nazis als „Halbjude“ eingestuft. Jacobi ging mit Frau und Kindern nach Italien und suchte zunächst Zuflucht in Malcesine am Gardasee. Die Hoffnung, in Florenz Fuß fassen zu können, zerschlug sich bald: die Devisensperre erzwang bereits 1935 die Rückkehr nach Deutschland. Die Familie ließ sich in München nieder, wo Jacobi als verfemter Komponist in „innerer Emigration“ lebte und auf das Ende des Hitler-Regimes hoffte. Er verlor im Zweiten Weltkrieg seinen Sohn (1944 in Russland vermisst) und seinen älteren Bruder (wohl im April 1945 in Berlin gefallen).
Nach Kriegsende erhielt Jacobi einen Lehrauftrag für Komposition, Harmonielehre und Kontrapunkt an der Münchener Hochschule für Musik, dem von 1949 bis 1959 eine Professur im Fachbereich Schulmusik folgte. Außerdem engagierte er sich ehrenamtlich und „war eine der Persönlichkeiten, die nach 1945 den Neuanfang eines demokratischen, weltoffenen Kulturlebens [in München] prägten“. Er war in verschiedenen Musikverbänden und kulturpolitischen Organisationen aktiv und bemühte sich um die musikalische Jugendförderung. 1946 gründete er zusammen mit Hans Mersmann das „Studio für Neue Musik“ und rief später, als Vorsitzender des Verbandes Münchner Tonkünstler, auch die Konzertreihe „Münchner Komponisten“ ins Leben. Ebenso verantwortete er die Einrichtung der Oberammergauer Lehrgänge für Privatmusiklehrer. Neben dem Vorsitz des Münchner Tonkünstlerverbandes hatte Jacobi von 1951 bis 1960 auch den Vorsitz des Landesverbandes Bayerischer Tonkünstler inne. Ebenfalls bis 1960 war er darüber hinaus Vorstandsmitglied des Institutes für Neue Musik und Musikerziehung Darmstadt. Außerdem gehörte Jacobi zeitweilig der deutschen Sektion des Internationalen Musikrates und dem Kuratorium der Zentralverwaltung für Ton- und Bildträgerrechte an.
Jacobis Tochter Ursula Ullrich-Jacobi (* 1926 in Berlin; † 2020 in Aschaffenburg) wurde Bildhauerin und war verheiratet mit dem Grafiker und Maler Gunter Ullrich.
Wolfgang Jacobi starb im Alter von 78 Jahren in seinem Haus in München.

## Schaffen
Das kompositorische Schaffen von Jacobi umfasst Instrumentalwerke sowie Vokalwerke unterschiedlicher Gattungen und Formen. Insgesamt schrieb er ca. 200 Kompositionen, von denen nur etwa die Hälfte erhalten ist. Ein Großteil seiner frühen Werke ging im Zweiten Weltkrieg verloren, andere wurden später von Jacobi selbst wieder verworfen. Seine Musik wurde u. a. beeinflusst von Claude Debussy, Paul Hindemith, Max Reger sowie Béla Bartók. Die persönliche Bekanntschaft mit Hindemith war für seine kompositorische Arbeit von entscheidender Bedeutung. Auch der Aufenthalt in Italien blieb nicht ohne Einfluss auf seine Werke, von denen viele inspiriert sind vom Geist italienischer Kunst und Kultur. Außerdem wählte Jacobi, der die italienische Sprache sehr gut beherrschte, für seine Vokalwerke gern italienische Textvorlagen (z. B. von Francesco Petrarca oder Jacopone da Todi). Sein der Musiktradition verbundener Stil zeugt von formaler Ausgeglichenheit und Klarheit, die Harmonik ist noch tonal, aber stark erweitert. Jacobi strebte nach einer geistvoll-unterhaltenden Musik, die nicht leicht, aber für den Hörer erschließbar sein sollte.
Hinsichtlich Instrumentation und Klangfarbe zeigte er sich Neuem gegenüber aufgeschlossen und komponierte in den frühen 1930er Jahren Werke für elektronische Musikinstrumente wie Theremin und Trautonium, im Auftrag der Berliner Funk-Stunde auch für „elektrisches Orchester“ (z. B.: Abendphantasie für Bass-Stimme und elektrisches Orchester, 1932 – nicht erhalten). Von besonderer Bedeutung sind seine Leistungen in Bezug auf die Anerkennung von Saxophon und Akkordeon als „klassische“ Musikinstrumente und deren Etablierung im Konzertleben: Jacobi gehörte zu den ersten Komponisten, die Anfang der 1930er Jahre Werke für das damals in der Kunstmusik nur selten berücksichtigte Saxophon schrieben (auf Anregung des Saxophonisten Sigurd M. Rascher). Gleiches gilt für das Akkordeon, das er ab Mitte der 1950er Jahre für sich entdeckte, zu einer Zeit, als dieses in erster Linie der volkstümlichen Musik zugeordnet wurde. Für seine Versuche, dem Akkordeon mit anspruchsvollen Werken zu wachsendem Ansehen zu verhelfen, wurde er zu Lebzeiten bereits sehr geschätzt. Entsprechend zahlreich sind seine Kompositionen für dieses Instrument (z. T. im Austausch mit Akkordeonisten wie Hugo Noth, Gérard Grisey und Gisela Walther entstanden).

Die Vermittlung von Musik war dem Pädagogen Jacobi stets ein Anliegen. So schrieb er auch kleinere Übungsstücke und Werke für den Schulgebrauch. Im Rahmen seiner eigenen Lehrtätigkeit an der Münchner Musikhochschule verfasste er außerdem verschiedene musiktheoretische Schriften. Zu seinen Schülern zählten u. a.: Heinz Benker (1921–2000), Theo Brand (1925–2016), Kurt-Joachim Friedel (1921–2013) und Robert M. Helmschrott (* 1938).

Aufgrund seines Berufsverbots während der Zeit des Nationalsozialismus gehörte Wolfgang Jacobi zu den verfemten Komponisten, die in ihrem künstlerischen Schaffen und beruflichen Werdegang massiv beeinträchtigt wurden und sich nach 1945 ganz neu positionieren mussten. Siehe: Liste der vom NS-Regime oder seinen Verbündeten verfolgten Komponisten

Um die Erinnerung an das Wirken Jacobis und seine Verdienste wach zu halten, veranstaltete der Deutsche Tonkünstlerverband e. V. in Verbindung mit der Hochschule für Musik und Theater München von 2000 bis 2003 vier Mal den Internationalen Wolfgang-Jacobi-Wettbewerb für Kammermusik der Moderne. Der Deutsche Harmonika-Verband e. V. hat in Kooperation mit dem Deutschen Akkordeonlehrer-Verband e. V. 2018 erstmals den europäischen Nachwuchswettbewerb Wolfgang Jacobi Kompositionspreis ausgeschrieben.

Aus Anlass des 125. Geburtstages von Jacobi fand im November 2019 am Alfried Krupp Wissenschaftskolleg Greifswald eine Interdisziplinäre Fachtagung unter dem Motto »Wolfgang Jacobi: eine neue ›Münchner Schule‹ aus Vorpommern?« unter der Leitung von Prof. Dr. Birger Petersen statt. Im Herbst 2022 wurde am Ben-Haim-Forschungszentrum der Hochschule für Musik und Theater München eine Forschungsstelle zur Erschließung und wissenschaftlichen Aufarbeitung eines Teils des Nachlasses von Wolfgang Jacobi eingerichtet. Ziel des Projekts ist zunächst die Erschließung seiner hinterlassenen Korrespondenz über das Informationssystem Kalliope-Verbund. Daneben geht es auch um die kreativ-künstlerische Auseinandersetzung mit dem Werk Jacobis.

## Auszeichnungen und Ehrungen
- Kunstpreis für Musik der Stadt München für das Jahr 1953 (1954), siehe: Förderpreis Musik der Landeshauptstadt München
- Ehrenmitglied des Verbandes Münchner Tonkünstler (ab 1960)
- Bundesverdienstkreuz am Bande (9. Mai 1961)
- Bayerischer Verdienstorden (1965)
- Ehrenmitglied des Deutschen Akkordeonlehrer-Verbandes (ab 1969)

In Bergen auf Rügen erinnert ein Wolfgang-Jacobi-Gedenkstein an den Komponisten, vor dessen Geburtshaus in der Billrothstraße 6 (seit 2004).

## Werke
Aufgelistet sind die erhaltenen Kompositionen Jacobis, weitere Angaben hierzu finden sich auf der Website Wolfgang Jacobi. Ein Gesamtverzeichnis aller erhaltenen und nicht erhaltenen Werke des Komponisten liefert das Bayerische Musiker-Lexikon Online.

### Orchesterwerke
- Konzert für Cembalo und Orchester op. 31, 1927/1947
- Grétry-Suite für Orchester, op. 44, 1932/1948
- Konzert für 2 Klaviere und Blasorchester, op. 45, 1932
- Musik für Streichorchester oder Streichquartett, 1948
- Capriccio für Klavier und Orchester, um 1954
- Serenade und Allegro, Concertino für Akkordeon und Streichorchester, um 1958
- Divertimento für Orchester, 1959
- Konzert für Altsaxophon und Orchester, 1961
- Drei Bayerische Zwiefache für Streichorchester, Klavier und Schlagzeug, 1964
- Impromptu für Akkordeon und Kammerorchester, 1968/69

### Kammermusik
- Vier Klavierstücke zu vier Händen, 1935–53
- Sonate für Bratsche und Klavier, 1946
- Sonatine für Flöte und Klavier, 1946
- Trio für Flöte, Violine und Klavier, 1946
- Musik für Streichquartett, 1948 (s. o.)
- Trio für Violine, Violoncello und Klavier, 1950
- Musik für zwei Klaviere, 1951
- Vier Studien für Violine und Klavier, 1956
- Suite für fünf Holzbläser, 1972

### Solowerke
- Passacaglia und Fuge für Klavier, op. 9, 1922
- Suite im alten Stil für Klavier, op. 10, 1922
- Sonatine für Cembalo, op. 33, 1930
- Sonate für Klavier Nr. 2, 1936
- Sonate für Klavier Nr. 3, 1939
- Variationen über ein Thema von Couperin für Klavier, 1950
- Sonatine für Cembalo, 1956
- Choralvorspiele für Orgel, 1958
- Sonatine für Klavier, 1968

### Werke für/mit Saxophon
- Sonate für Altsaxophon und Klavier, um 1931
- Niederdeutscher Tanz für Saxophonquartett, 1932
- Skizze für Saxophonquartett, 1932
- Cantata für Sopran, Altsaxophon und Klavier, 1936
- Konzert für Altsaxophon und Orchester, 1961 (s. o.)
- Barcarole für zwei Altsaxophone und Klavier, 1964

### Werke für/mit Akkordeon
- Niederdeutsche Volkstänze für Akkordeonorchester, 1955
- Serenade und Allegro, Concertino für Akkordeon und Streich- oder Akkordeonorchester, um 1958 (s. o.)
- Scherzo für Akkordeonorchester und Schlagzeug, 1959
- Capriccio, Konzertstück für Akkordeon, 1962
- Bayerische Zwiefache für Akkordeonorchester, 1963
- Sinfonische Suite für Akkordeonorchester, 1964
- Konzertrondo für Akkordeon, 1965
- Divertissement pour accordéon, 1966
- Kinderspiele in Ascoli für Akkordeonorchester, 1966
- Sechs Walzerbagatellen für Akkordeon, 1967
- Französische Ouvertüre für Akkordeon, 1968
- Sarabande und Allegro für Akkordeon, 1968
- Impromptu für Akkordeon und Kammer- oder Akkordeonorchester, 1968/69 (s. o.)
- Sinfonietta für Akkordeonorchester, 1969
- Spanische Impressionen für Akkordeonorchester, 1970
- Fanfaren-Suite für Akkordeonorchester, 1970
- Kammermusik I und II für zwei Akkordeons, 1970
- Acht Vortragsstücke für Akkordeon, 1970
- Zehn polyphone Stücke nach spanischen Volksliedern für Akkordeon, 1970
- Phantasie für Flöte und Akkordeon, 1970
- Rigaudon für Akkordeon, 1971
- Jota, Spanish Dance für Akkordeon, 1971
- Drei Choralvorspiele für fünf Akkordeons, 1972

### Chorwerke
- Der Menschenmaulwurf für gemischten Chor, Sprecher, Bariton und Blasorchester, 1932; Text: Bruno Schönlank
- Opfer und Dank, Kantate für gemischten Chor, Sprecher und Blasorchester, 1945; Textzusammenstellung: Eduard Claudius
- Dreistimmige Frauenchöre auf Kinderreime, 1948; Text aus Des Knaben Wunderhorn: Clemens Brentano
- Il Pianto della Vergine für gemischten Chor und Soli, 1951; Text: Jacopone da Todi
- Laude für gemischten Chor a cappella, 1951; Texte und Melodien aus der Sammlung Liuzzi
- Drei Madrigale nach alten Weisen für gemischten Chor und Akkordeonorchester, 1958
- Drei Tanzlieder nach deutschen Volksweisen für gemischten Chor und Akkordeonorchester, 1958
- Petrarca-Kantaten für fünfstimmigen Chor und Streichorchester, 1962/63
- Neue Laude für dreistimmigen Frauenchor oder gemischten Chor, 1965; Texte und Melodien aus der Sammlung Liuzzi

### Sologesang mit Begleitung
- Barocklieder für Tenor und Orchester, op. 38, 1930/1945
- Die Räuberballade von Pierre, dem roten Coquillard, Melodram für Sprecher und Klavier, 1931/33; Text: François Villon, Übersetzung: Paul Zech
- Cantata für Sopran, Altsaxophon und Klavier, 1936; Texte: Pietro Michiele und Francesco della Valle (s. o.)
- Die Sonette des Satans für Bariton und Klavier, 1946; Text: Wolfgang Petzet
- Italienische Lieder für Sopran und Klavier, 1954; Texte: d'Incerto und Antonio Bruni
- Die Toten von Spoon River, Chansons für Bariton und Klavier/Akkordeon, 1956; Text: Edgar Lee Masters (Spoon River Anthology), Übersetzung: Hans Rudolf Rieder
- Petrarca-Gesänge für Bariton und Klavier/Gitarre, 1965

### Schulmusik
- Kleine Sinfonie für Streichorchester, Klavier vierhändig und Schlaginstrumente, vor 1930/1954
- Die Jobsiade, Schuloper in 34 Nummern, 1931; Text: Robert Seitz nach Carl Arnold Kortum
- Neue Klavierschule I/II (zusammen mit Hans Mersmann und Wilhelm Gebhardt), 1949
- Fünf Studien für Blockflöte und Klavier/Cembalo, 1956
- Höfische Tänze, Zwei Ballett-Suiten nach Lully für Schulorchester, 1958
- Sonatine für Altblockflöte und Klavier, 1963
- Spielmusik in G für zwei Altblockflöten und Klavier, 1964
- Barocke Tanzformen, Musik für zwei Altblockflöten und Klavier, 1964
- Kinderstücke für Klavier zu vier Händen, 1966

## Schriften
- Kontrapunkt. Hochstein, Heidelberg 1949.
- Harmonielehre (zusammen mit Wilhelm Gebhardt und Helmut Schmidt-Garré). Kasparek, München 1950.
- Fuge und Choralvorspiel. Lehrbuch. Gustav Bosse, Regensburg 1952.
- Die Sonate. Allitera, München 2003/ Neuausgabe 2025. (1954 geschrieben)

### Übersetzung
- Die Technik des modernen Orchesters, von Alfredo Casella und Virgilio Mortari (1950). Aus dem Italienischen von Wolfgang Jacobi, 2. Aufl. (Reprint der deutschen Erstausg. von 1961). Ricordi, München 2010.